# Cabreuva lucianoi
Cabreuva lucianoi là một loài bọ cánh cứng trong họ Cerambycidae.